# Michael Robinson (Footballspieler, 1983)
Burton Michael Robinson (* 6. Februar 1983 in Richmond, Virginia) ist ein ehemaliger US-amerikanischer American-Football-Spieler auf der Position des Fullbacks. Er spielte College Football für Penn State, bevor er im NFL Draft 2006 von den San Francisco 49ers in der vierten Runde ausgewählt wurde. 2010 wechselte er zu den Seattle Seahawks, wo er 2013 nach dem Gewinn des Super Bowl XLVIII seine Karriere beendete. Seitdem arbeitet er als Fernsehmoderator bei NFL Network.

## Frühe Jahre
Robinson besuchte die Varina High School, wo er für das Schulteam vier Jahre lang als Starting-Quarterback auflief. Er erhielt zahlreiche Auszeichnungen, unter anderem wurde er von der Associated Press zweimal ins First-Team All-State gewählt. Er führte seine Mannschaft zu vier regionalen Meisterschaften und zweimal zum Vizemeistertitel in Virginia. Insgesamt passte er in dieser Zeit für 2.409 Yards Raumgewinn und lief für 3.046 Yards und 37 Touchdowns. Außerdem spielte er auch als Safety und verbuchte insgesamt 211 Tackles, 18 Interceptions und 13 Sacks. Neben Football übte er auch noch Leichtathletik aus.

## College
Robinson besuchte anschließend die Penn State University, wo er zwischen mehreren Offensiv-Positionen wechselte und unter anderem als Quarterback und Runningback auflief. In seiner Rookie-Saison lief er bei 50 Versuchen für 263 Yards und sechs Touchdowns und fing zusätzlich neun Pässe für 44 Yards. 2003 startete er in drei Spielen als Quarterback und fünf als Tailback. Er brachte 62 von 138 Passversuchen zum Mitspieler und erzielte dabei 892 Yards Raumgewinn, fünf Touchdowns sowie fünf Interceptions. Außerdem lief er 107 mal für 396 Yards. 
2005 gelang ihm das beste Jahr seiner College-Karriere und er wurde zum Big Ten Offensive Player of the Year gewählt. Als Quarterback erzielte er 2.350 Yards Raumgewinn im Passspiel für 17 Touchdowns und zehn Interceptions. Zudem erzielte er die zweitmeisten erlaufenen Yards innerhalb seines Teams (806 Yards, 11 Touchdowns). Er führte sein Team als Kapitän zur Big Ten Championship und zum Sieg im Orange Bowl gegen die Florida State Seminoles. Die Wahl für die Heisman Trophy beendete er auf Rang fünf.

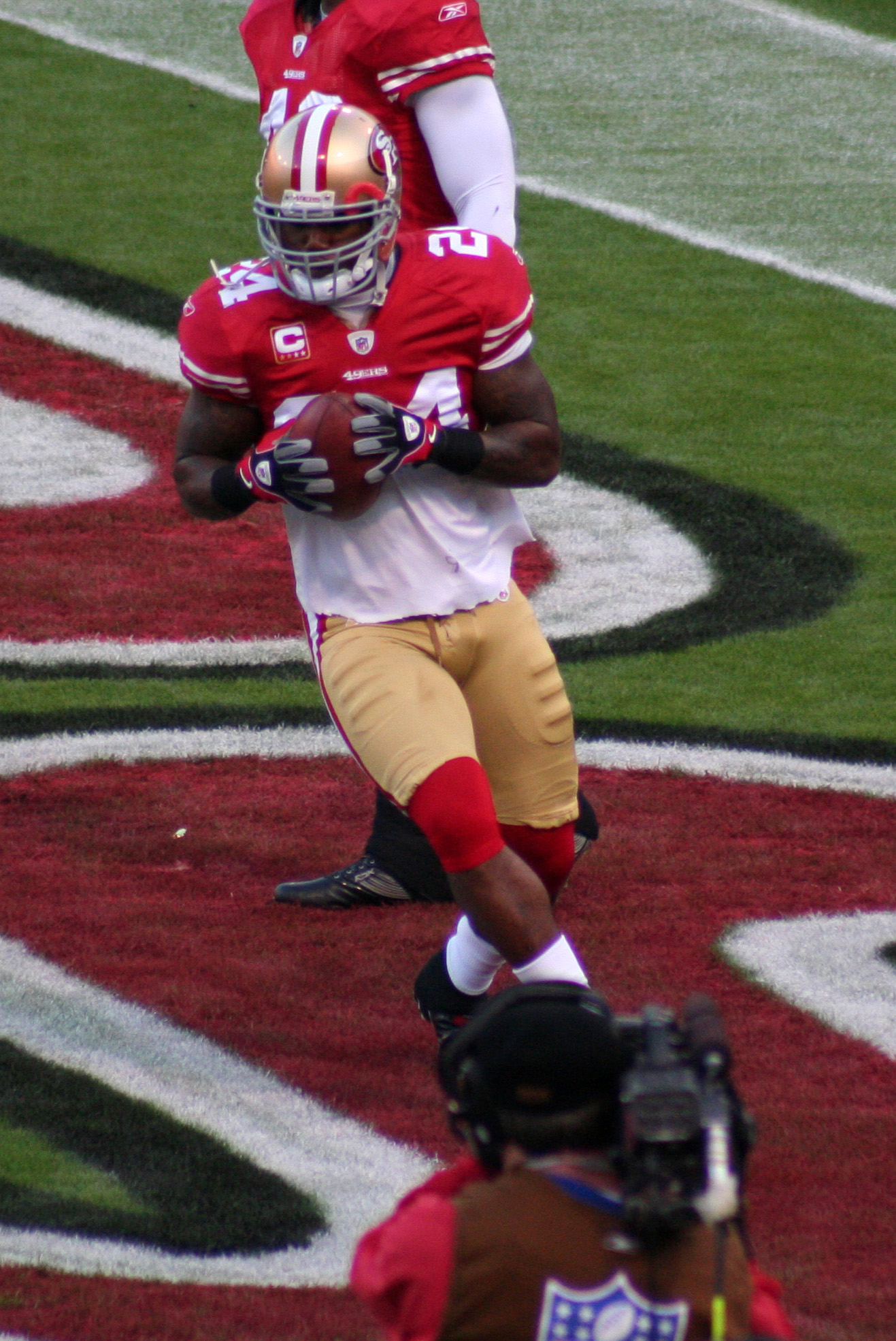
Robinson im Trikot der 49ers

## NFL

### San Francisco 49ers
Die San Francisco 49ers wählten Robinson als 100. Spieler im NFL Draft 2006. Sie schulten ihn zum Fullback um, wo er nach einer ordentlichen Preseason als zweiter Runningback hinter Frank Gore geführt wurde. Seine ersten beiden NFL-Touchdowns erzielte er am dritten Spieltag gegen die Philadelphia Eagles. Im Laufe seiner Rookie-Saison erhielt er jedoch immer weniger Einsatzzeiten und er beendete die Saison mit 38 Läufen für 116 Yards und zwei Touchdowns. Nachdem sich Fullback Zak Keasey in der Saison 2008 verletzt hatte, übernahm Robinson seine Rolle.
Am 3. September 2010 wurde Robinson von den 49ers entlassen.

### Seattle Seahawks
Die Seattle Seahawks verpflichteten Robinson am 6. September 2010 auf Anraten von Special Teams Assistenztrainer Jeff Ulbrich, der die vier Jahre zuvor als Teamkollege von Robinson in San Francisco verbracht hatte und nun Trainer in Seattle war. In Seattle blockte er für Marshawn Lynch und verhalf ihm 2011 zu Touchdowns in elf Spielen nacheinander und zu mehr als 1.000 erlaufenen Yards. Robinson wurde dafür zum einzigen Mal in seiner Karriere in den Pro Bowl gewählt. 2012 wählte ihn die Sports Illustrated zum All-Pro, nachdem Lynch für 1.590 Yards und elf Touchdowns gelaufen war. Im August 2013 entließen ihn die Seahawks aus medizinischen Gründen die ihn dazu zwangen mehr als 15 Kilogramm abzunehmen. Nachdem er sich erholt hatte, wurde er im Oktober wieder unter Vertrag genommen. In dieser Spielzeit erreichten die Seahawks Super Bowl XLVIII, wo Robinson gegen die Denver Broncos einen Pass für sieben Yards fing und somit zum 43:8-Erfolg seiner Mannschaft beitrug. Anschließend beendete er seine Karriere.

## Persönliches
Robinson machte seinen College-Abschluss in Journalismus sowie Werbung und Öffentlichkeitsarbeit. Während seiner Profikarriere veröffentlichte er auf Youtube Videos unter dem Titel „The Real Rob Report“, in denen er Mitspieler interviewte und den Fans Hintergrundinformationen aus dem Leben der Footballprofis lieferte. Seit dem Ende seiner aktiven Karriere arbeitet er für NFL Network.